# Catch 22 (film)
Pour les articles homonymes, voir Catch 22.
Pour plus de détails, voir Fiche technique et Distribution.
Catch 22 (Catch-22) est un film de guerre satirique réalisé par Mike Nichols et sorti en 1970. Il est adapté du roman du même nom de Joseph Heller.
Considéré comme une comédie noire autour de « personnages aliénés » du roman satirique, il a été le travail d'une équipe de production qui comprenait le réalisateur Mike Nichols et le scénariste Buck Henry (qui a également joué dans le film). Ils ont travaillé sur le film pendant deux ans et accompli la tâche complexe de recréer une base d'un bombardier de la Seconde Guerre mondiale et de traduire une satire anti-guerre. Outre Henry, la distribution comprenait Alan Arkin, Bob Balaban, Martin Balsam, Richard Benjamin, le comédien français Marcel Dalio, Art Garfunkel, Jack Gilford, Bob Newhart, Anthony Perkins, Paula Prentiss, Martin Sheen, Jon Voight et Orson Welles. On en retrouve un extrait audio au début de la chanson «Survivor's Guilt» du groupe punk rock américain Rise Against.

## Synopsis

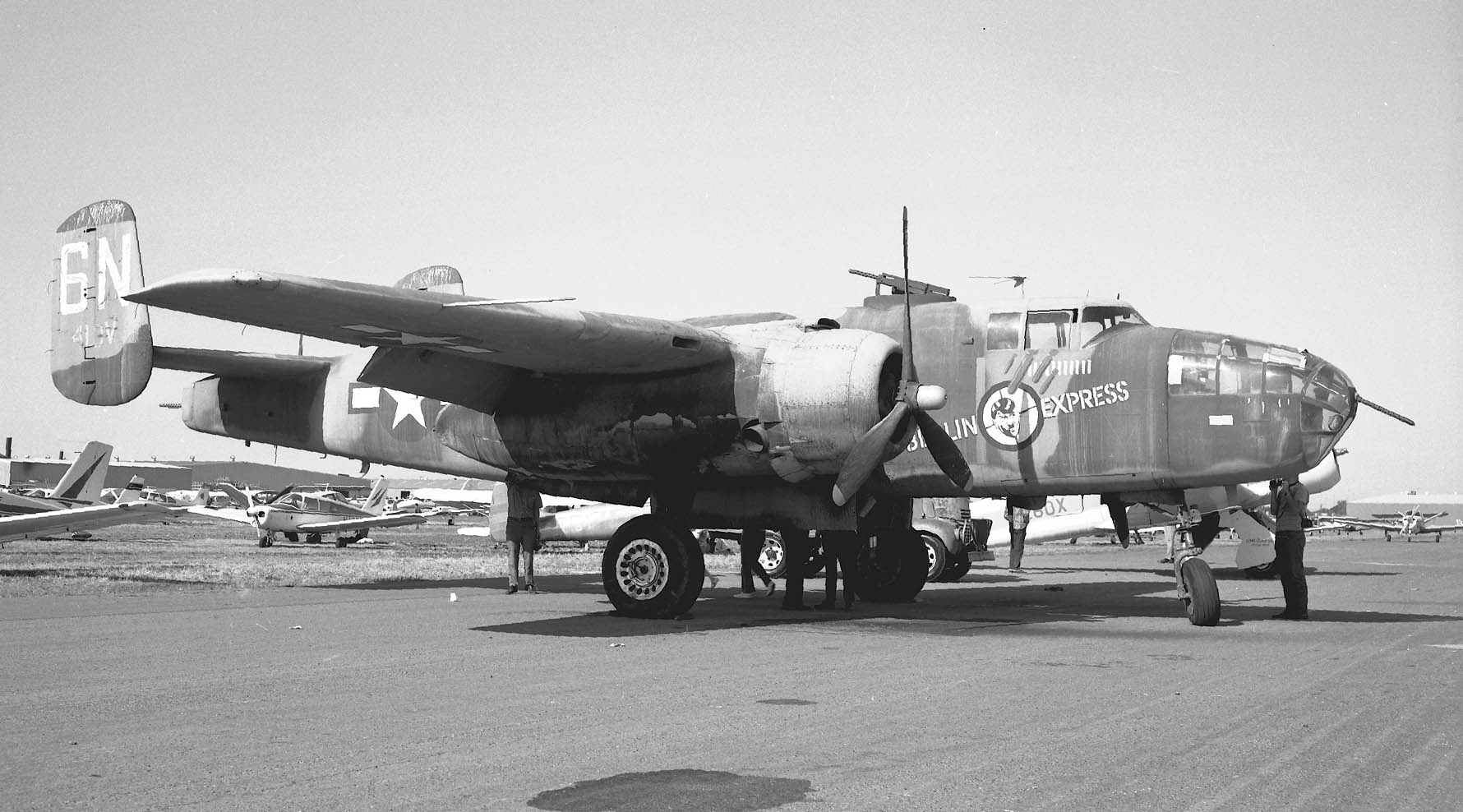
Le B-25 du film

Pendant la Seconde Guerre mondiale, le capitaine Yossarian, pilote de bombardier B-25 des forces aériennes de l'armée des États-Unis, se trouve sur l'île de Pianosa en Italie. Avec d'autres membres de son escadron, Yossarian s'engage dans de dangereuses missions de vol. Après avoir vu ses compagnons mourir, il cherche un moyen d'en réchapper.

## Fiche technique
Sauf indication contraire, les informations mentionnées dans cette section peuvent être confirmées par la base de données cinématographiques IMDb,  présente dans la section « Liens externes ».
- Titre original : Catch-22
- Titre français : Catch 22
- Réalisation : Mike Nichols, assisté d'Andrew Marton
- Scénario : Buck Henry, d'après le roman Catch 22 de Joseph Heller
- Musique : Richard Strauss
- Direction artistique : Richard Sylbert et Harold Michelson
- Décors de plateau : Ray Moyer
- Costumes : Ernest Adler
- Production : John Calley et Martin Ransohoff
  - Production associée : Clive Reed
- Photographie : David Watkin
- Montage : Sam O'Steen
- Sociétés de production : Paramount Pictures et Filmways Productions
- Distribution : Paramount Pictures
- Pays de production :  États-Unis
- Format : couleur (Technicolor) - 2.35:1 - son mono
- Genre : comédie noire, guerre, satire
- Durée : 122 minutes
- Dates de sortie : 
  - États-Unis : 24 juin 1970
  - France : 3 février 1971
- Classification : 
  - France : interdit aux moins de 12 ans[1]

## Distribution
- Alan Arkin (VF : Dominique Paturel) : le capitaine John Yossarian (bombardier)
- Martin Balsam (VF : Jacques Alric) : le colonel Cathcart (CO, 256e escadron)
- Richard Benjamin (VF : Pierre Pernet) : le major Danby (officier des opérations de vol)
- Art Garfunkel (VF : Bernard Murat) : le capitaine Nately
- Jack Gilford (VF : Guy Piérauld) : "Doc" Daneeka
- Buck Henry (VF : Jacques Lalande) : le lieutenant-colonel Korn (XO / policier romain)
- Bob Newhart (VF : Pierre Trabaud) : le capitaine puis major Major Major Major
- Anthony Perkins (VF : Francis Lax) : le capitaine A.T. Tappman (aumônier)
- Paula Prentiss (VF : Nelly Benedetti) : l'infirmière Duckett
- Martin Sheen (VF : Marc de Georgi) : le 1er lieutenant Dobbs
- Jon Voight (VF : Jean-Louis Maury) : le 1er lieutenant Milo Minderbinder
- Orson Welles (VF : Georges Aminel) : le brigadier général Dreedle
- Bob Balaban : le capitaine Orr
- Olimpia Carlisi (VF : Françoise Fechter) : Luciana
- Susanne Benton : WAC de Dreedle
- Norman Fell : le 1er sergent Towser
- Charles Grodin (VF : Jacques Thébault) : le capitaine "Aarfy Aardvark"
- Austin Pendleton (VF : Claude Mercutio) : le lieutenant-Colonel Moodus
- John Brent (VF : Roland Ménard) : le réceptionniste du Colonel Cathcart
- Felice Orlandi (VF : Claude Joseph) : l'homme en noir
- Elizabeth Wilson (VF : Ginette Franck) : la mère
- Richard Libertini (VF : Daniel Crouet) : le frère
- Liam Dunn : le père
- Gina Rovere (VF : Anne Caprile) : la prostituée avec Nately
- Wendy d'Olive : la fille avec Aarfy

## Production

### Adaptation
L'histoire est légèrement différente par rapport à celle du livre. Plusieurs branches de l'intrigue sont laissées de côté et de nombreux personnages ont échangé leur dialogue ainsi que leur destinée avec d'autres. Malgré ces changements dans le scénario, Joseph Heller approuve le film d'après un commentaire de Mike Nichols et de Steven Soderbergh inclus dans les bonus du dvd. Selon Nichols, Heller fut particulièrement impressionné par quelques scènes et dialogues de Buck Henry, et aurait voulu pouvoir les inclure dans son roman.
Le côté intellectuel du film et son ton totalement absurde entrecoupé de brefs moments graveleux, presque terrifiants, réalistes, donnent au film une stimulation frénétique. Tout ceci à travers une série de flashbacks et de rêves du personnage central,.

### Budget
Paramount attribue un budget de 17 millions de dollars à la production et planifie un tournage de six semaines, mais les séquences aériennes ont demandé six mois de prise de vues résultant de plus de 1 500 heures de vol. Toutes ces prises de vues représentant en fait environ dix minutes de film proprement dit.
18 B-25 dont 17 en état de vol seront utilisés pour ce film, ce qui en fait le record pour ce type d'appareil.

## Accueil
Ce film n'a pas connu un grand succès public, ni reçu de bonnes critiques. Les recettes ont été moins importantes que celles du film MASH, une autre comédie de guerre sortie la même année. Le film n'a rapporté que 24 911 670 $ de recettes aux États-Unis pour un budget de 18 000 000 $. De plus, le film est sorti alors que les Américains étaient encore amers de l'expérience de la guerre du Viêt Nam, ce qui conduisit plus de cinéphiles à se détourner des films de guerre en tout genre, excepté MASH et Patton. Lucia Bozzola, critique, a écrit « Paramount a dépensé beaucoup d'argent pour Catch 22, mais il a été coulé par une autre comédie anti-guerre de 1970 : MASH de Robert Altman,. »
L'historien du film Jack Harwick ainsi que Ed Schnepf ont dit qu'il était plein de défauts, notamment le scénario décousu, et que ses seules qualités étaient les scènes aériennes. Malgré l'échec commercial et les mauvaises critiques, il fut nommé pour un Prix BAFTA de la meilleure photographie et a conservé une image de film culte : une réévaluation moderne en a fait un « culte » favori, il détient actuellement une cote de 88 % sur le site de Rotten Tomatoes.